# Scintillatiemeter

Principe van een scintillatiedetector

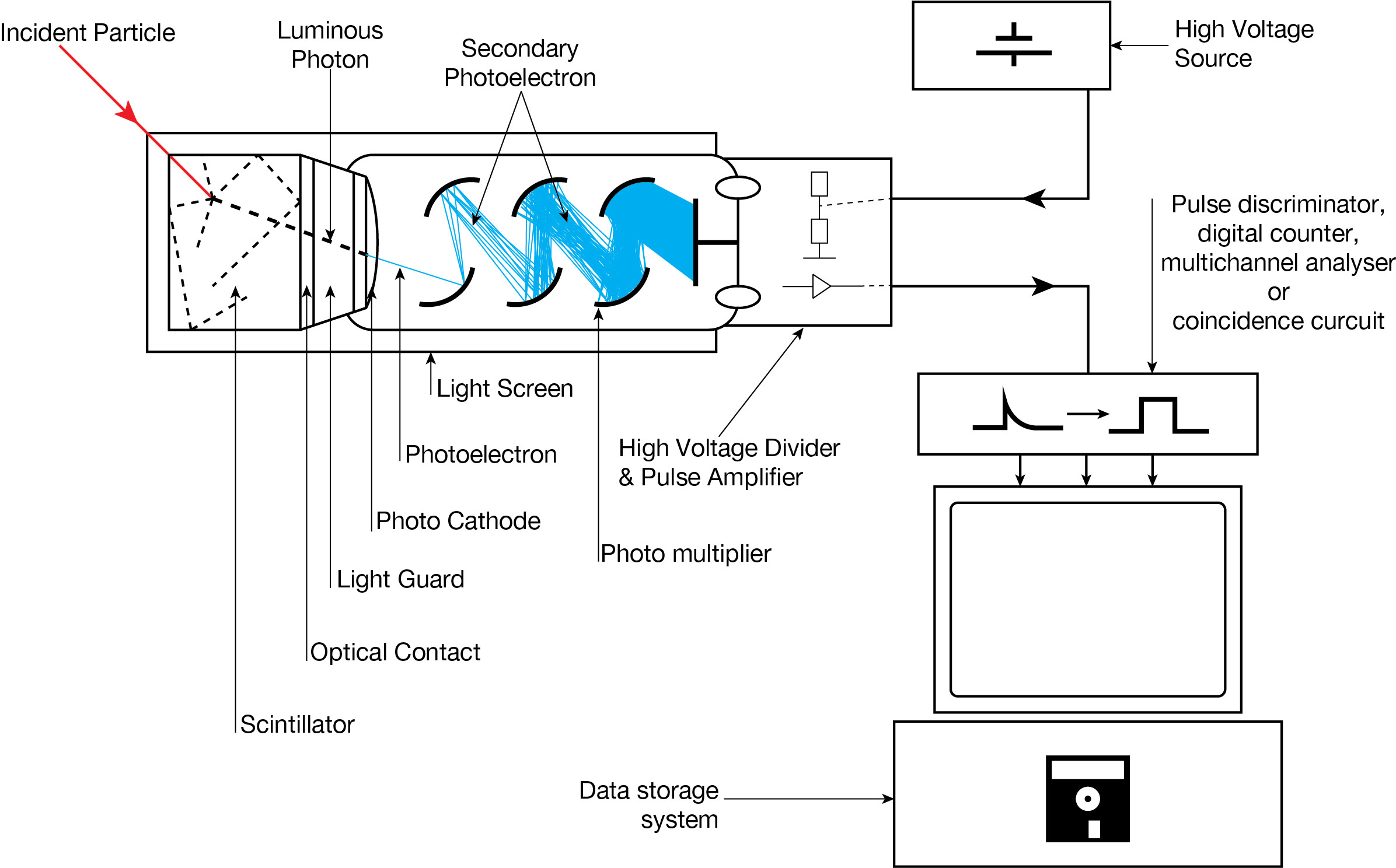
Opbouw van een scintillatiedetector

Werking van een scintillatiedetector

De scintillatiemeter (ook wel scintillatiedetector genoemd) is een meetinstrument waarmee ioniserende straling gedetecteerd en gemeten kan worden. Besmetting, spectrum van β-straling en zachte γ-straling kunnen gemeten worden. De meter is ook bruikbaar als persoonsdosismeter.

## Voorbeelden
Een voorbeeld van een scintillatiemeter is bijvoorbeeld NaI(Tl). Die meet de besmetting van gammastraling (γ-straling).
Antraceen en zinksulfide (ZnS) meten de besmetting van bètastraling (β-straling), TLD werkt als persoonsdosismeter voor zowel β- als γ-straling. Scintillatievloeistof meet de besmetting met β-straling en zachte γ-straling.

## Voordelen
Een voordeel van een scintillatiemeter is dat hij zeer gevoelig is voor straling. Tevens is het mogelijk om een energiespectrum van de straling te meten aangezien de PMT's verschillende stroomsterkte bij verschillende licht pulsjes geven. Als de straling van hogere energie bevat, dan zal de scintillator helderder licht afgeven. De PMT's zullen hierdoor ook een sterkere energiepuls geven. Dit werkt ook omgekeerd, bij een lagere energie is de lichtpuls minder helder en geven de PMT's een zwakkere energiepuls. Hierdoor is het mogelijk een energiespectrum te registreren van de straling. Een laatste voordeel bestaat erin dat er het mogelijk is om een erg hoog teltempo te meten doordat het proces snel werkt en er geen tijd nodig is voor herstel.

## Nadelen
Een nadeel van een scintillatiemeter is dat de apparatuur erg kwetsbaar is. Tevens moet het systeem goed afgeschermd zijn tegen licht anders kan er een enorme hoeveelheid straling te veel worden gemeten. Een ander nadeel is de prijs, de apparatuur in een scintillatiemeter is vrij kostbaar.